# Süd- und zentralamerikanische Handball-Vereinsmeisterschaft der Frauen
Die süd- und zentralamerikanische Handball-Vereinsmeisterschaft der Frauen (spanisch: Campeonato Clubes Feminino Sur y Centro Americano de Balonmano) ist ein von der Süd- und zentralamerikanischen Handballkonföderation veranstalteter Wettbewerb für Handball-Vereinsmannschaften aus Süd- und Zentralamerika.

## Geschichte
In den Jahren 2016 und 2017 wurde die Pan American Club Championship ausgetragen. Mit der Gründung der Süd- und zentralamerikanischen Handballkonföderation wurde auch die Vereinsmeisterschaft dem neuen Zuständigkeitsbereich angepasst.

## Turniere und Teilnehmer
| Jahr | Gastgeberland                                   | Teams                                           | 1. Platz                                        | 2. Platz                                        | 3. Platz                                        | weitere Platzierungen |
| ---- | ----------------------------------------------- | ----------------------------------------------- | ----------------------------------------------- | ----------------------------------------------- | ----------------------------------------------- | --- |
| 2019 | Brasilien                                       | 06                                              | UnC Concórdia (BRA)                             | UNIP São Bernardo (BRA)                         | Ferro Carril Oeste (ARG)                        | Scuola Italiana di Montevideo (URU), Club Dorrego Handball (ARG), Club Vieux Gaulois (CHIURU)                                                                              |
| 2020 | nicht ausgetragen (wegen der COVID-19-Pandemie) | nicht ausgetragen (wegen der COVID-19-Pandemie) | nicht ausgetragen (wegen der COVID-19-Pandemie) | nicht ausgetragen (wegen der COVID-19-Pandemie) | nicht ausgetragen (wegen der COVID-19-Pandemie) | nicht ausgetragen (wegen der COVID-19-Pandemie) |
| 2021 | nicht ausgetragen (wegen der COVID-19-Pandemie) | nicht ausgetragen (wegen der COVID-19-Pandemie) | nicht ausgetragen (wegen der COVID-19-Pandemie) | nicht ausgetragen (wegen der COVID-19-Pandemie) | nicht ausgetragen (wegen der COVID-19-Pandemie) | nicht ausgetragen (wegen der COVID-19-Pandemie) |
| 2022 | Argentinien                                     | 10                                              | EC Pinheiros (BRA)                              | Clube Português (BRA)                           | Club Atlético River Plate (ARG)                 | Ferro Carril Oeste (ARG), Club Cerro Porteño (PAR), BBC Layva (URU), CID Moreno (ARG), Ovalle Balonmano (CHI), Scuola Italiana di Montevideo (URU), Club Italiano BM (CHI) |
| 2023 | Brasilien                                       | 12                                              | EC Pinheiros (BRA)                              | Club Atlético River Plate (ARG)                 | Clube Português (BRA)                           | Scuola Italiana di Montevideo (URU), Leonas Balonmano (CHI), Nacional Handebol Clube (BRA), Ovalle Balonmano (CHI),                                                        |